# أنفار راجابوف
أنفار راجابوف (بالأوزبكية: Anvar Rajabov) هو لاعب كرة قدم أوزبكستاني في مركز الهجوم، ولد في 23 يناير 1988 في كاغان في أوزبكستان. شارك مع منتخب أوزبكستان تحت 20 سنة لكرة القدم ومنتخب أوزبكستان تحت 23 سنة لكرة القدم ومنتخب أوزبكستان لكرة القدم. أما مع النوادي، فقد لعب مع باختاكور طشقند ونادي بوريرام يونايتد ونادي بونيودكور ونادي سوغديانا جيزك.

## وصلات خارجية
- أنفار راجابوف على موقع قاعدة بيانات كرة القدم.إي يو (الإنجليزية)
- أنفار راجابوف على موقع ناشيونال فوتبول تيمز (الإنجليزية)
- أنفار راجابوف على موقع Soccerway.com (الإنجليزية)
- أنفار راجابوف على موقع عالم كرة القدم.نت (الإنجليزية)